# Indes orientales espagnoles
 (janvier 2025).
Si vous disposez d'ouvrages ou d'articles de référence ou si vous connaissez des sites web de qualité traitant du thème abordé ici, merci de compléter l'article en donnant les références utiles à sa vérifiabilité et en les liant à la section « Notes et références ».
Pour les articles homonymes, voir Indes orientales.
1565–1898
Entités précédentes :
- Nouvelle-Espagne
- Royaume de Tondo
- Royaume de Namayan
- Royaume de Butuan
- Sultanat de Maguindanao
- Sultanat de Sulu
- Royaume de Grande-Bretagne Occupation britannique de Manille

Entités suivantes :
- République de Negros
- République de Zamboanga
- Première République des Philippines
- Guam
- Nouvelle-Guinée allemande

Les Indes orientales espagnoles, en espagnol Indias Orientales Españolas, désignent les possessions espagnoles des Indes orientales, en Asie de l'Est et dans l'océan Pacifique, c'est-à-dire : Las Islas Filipinas (îles Philippines) et leurs dépendances (les Mariannes, les îles Marshall, la Micronésie et les Palaos).

## Histoire
Après la guerre hispano-américaine (1898), les Philippines et Guam devinrent des territoires des États-Unis. Les autres[Lesquelles ?] furent vendus à l'Empire allemand par le traité germano-espagnol de 1899. Les rois d'Espagne continuèrent cependant de régner avec le titre de roi d'Espagne et des Indes orientales espagnoles.
Les Indes orientales espagnoles comprenaient les territoires qui forment actuellement :
- les États fédérés de Micronésie,
- la république des Îles Marshall,
- la république des Palaos,
- la république des Philippines
- et les territoires américains des Îles Mariannes du Nord et Guam.

Pendant quelque temps, les îles de Ternate et Tidore aux Moluques et certaines parties de Formose en faisaient partie. Les Indes orientales espagnoles exercèrent également une influence sur Bornéo et le nord de Brunei.